# Frank Berners
Frank Berners (* 1965 in Zülpich) ist ein deutscher Fernsehproduzent und ehemaliger Programmdirektor von RTL.

## Leben
Frank Berners studierte Kommunikationswissenschaften, Amerikanistik sowie Markt- und Werbepsychologie. Noch während des Studiums kam er 1989 durch Stefan Jedele zu RTL. Dort wurde er Berater von Programmdirektor Marc Conrad. Nach dem Examen 1992 begann er den Aufbau der Abteilung Programmplanung und -entwicklung. Ein Jahr später übernahm er auch die Leitung des Bereichs „Primetime“. 1995 wurde er stellvertretender Programmdirektor, ab 1999 war Berners dann Programmdirektor für Geschäftsführer Gerhard Zeiler. Im Dezember 2005 schied Berners aus dieser Funktion aus, blieb aber Berater des Senders.
In seiner Zeit als Programmverantwortlicher von RTL hat er zahlreiche neue Genres auf den Schirm gebracht – von den Soaps wie Gute Zeiten, schlechte Zeiten über Sitcoms wie Nikola und Das Amt bis hin zu jungen Fiction-Serien wie Alarm für Cobra 11 – Die Autobahnpolizei. Er trug maßgeblich dazu bei, dass TV-Trends wie Quiz (Wer wird Millionär?), Casting (Deutschland sucht den Superstar) oder Coaching (Super Nanny) im deutschen Fernsehen Einzug hielt.